# Thatgamecompany
Thatgamecompany (Eigenschreibweise thatgamecompany) ist ein US-amerikanisches Entwicklerstudio für Computerspiele. Es wurde gegründet von den Studenten Kellee Santiago und Jenova Chen der University of Southern California und entwickelte bis 2012 für Sony Computer Entertainment. Es hatte einen Vertrag für drei herunterladbare Spiele für das PlayStation Network: Das erste ist ein Remake von Chens preisgekrönten Flash-Spiel flOw mit verbesserter Grafik und Sound sowie einem Mehrspielermodus und Kompatibilität mit den bewegungsempfindlichen Controllern der Konsole. Der Titel erschien 2007 im PlayStation Store. Das zweite PlayStation-3-Spiel der Firma, Flower, erschien 2009 im PlayStation Store. Das zuletzt veröffentlichte Spiel Sky: Children of the Light erschien im Juli 2019.
Der Fokus der Firma liegt auf der Entwicklung von Computerspielen, die emotionale Rückmeldungen bei den Spielern hervorrufen. Thatgamecompany ist nicht grundsätzlich gegen actionorientierte Spiele, die Gründer glauben jedoch, dass es davon schon genug gibt. Beim Design eines Spiels arbeiten die Angestellten am Anfang aus, was sie den Spieler fühlen lassen wollen, anstatt der sonst branchenüblichen Erstellung von Spielregeln. Die Firma plant keine großen Kassenschlager-Spiele zu entwerfen, da ihrer Meinung nach durch den Druck nach hohen Absatzzahlen die Innovation leiden würde.

## Geschichte

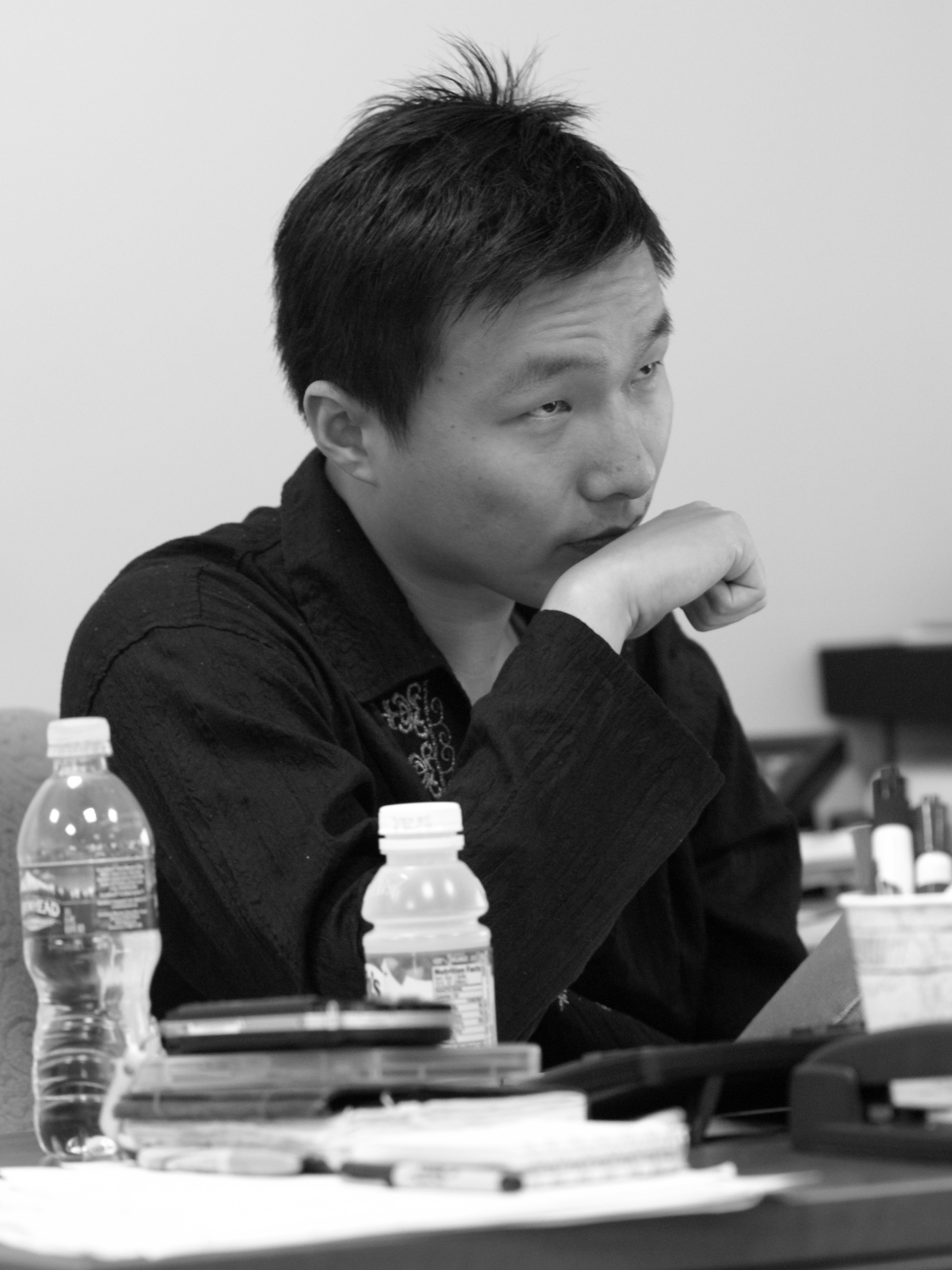
Jenova Chen, 2007

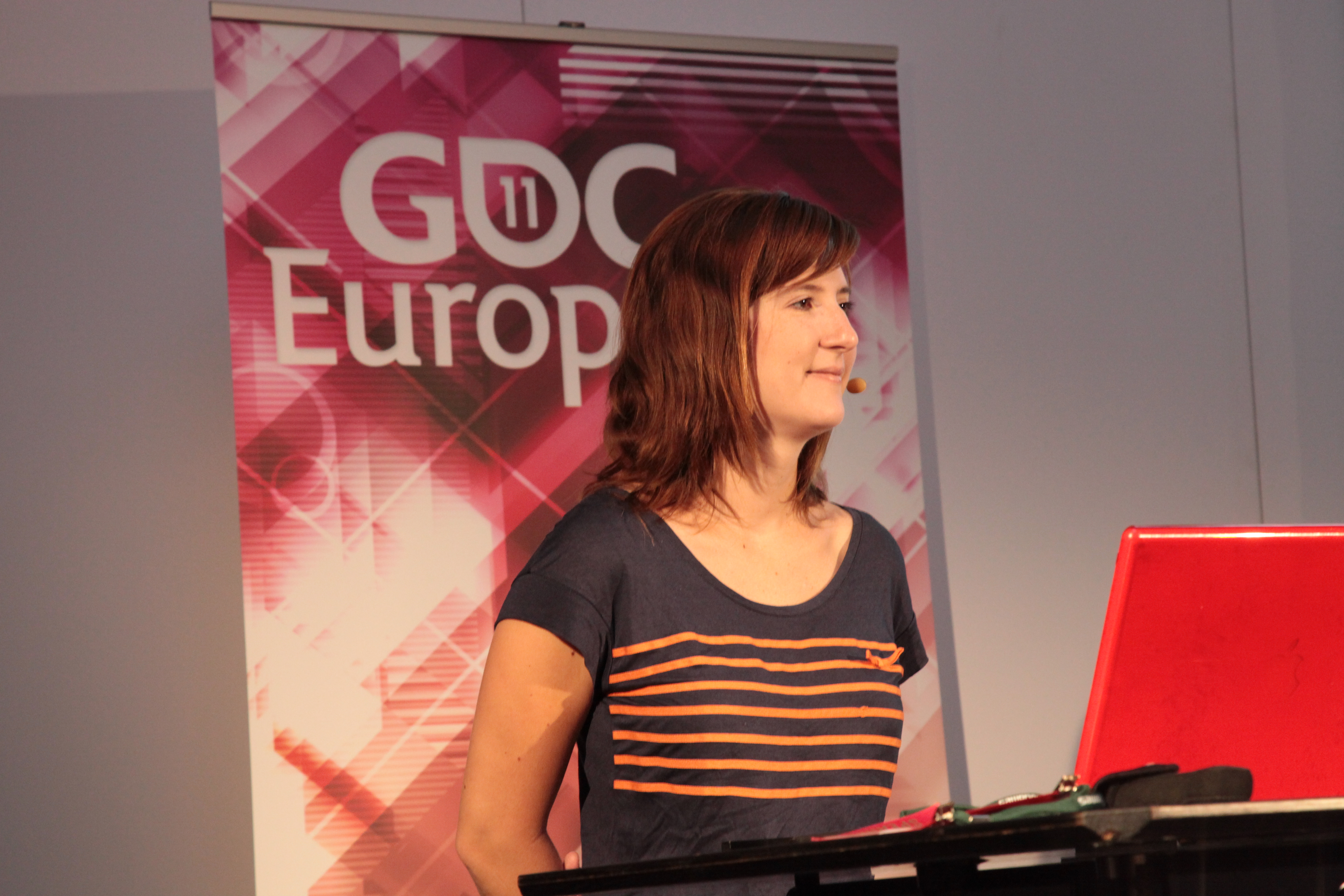
Kellee Santiago, 2011

Im Herbst 2005 begannen Jenova Chen und Kellee Santiago über die Gründung ihrer eigenen Computerspielentwicklungsfirma nachzudenken. Beide waren in ihrem letzten Jahr als Master-Studenten im Interactive Media Program an der University of Southern California’s School of Cinematic Arts und hatten kurz zuvor das Computerspiel Cloud veröffentlicht, das sie mit anderen Studenten entwickelt hatten. Gedacht war das Projekt als ein Experiment, um herauszufinden, ob ein Spiel „etwas anderes ausdrücken kann als Videospiele in der Vergangenheit“, und um das Interesse der Öffentlichkeit an solchen Spielen zu ermitteln. Aufgrund der sehr positiven Kritiken begannen Santiago und Chen über die Gründung ihrer eigenen Firma nachzudenken, damit sie nach dem Collegeabschluss weiterhin solche Spiele wie Cloud entwickeln könnten, in denen das Design nicht auf Spielregeln basiert, sondern der Hervorrufung von Emotionen.
Zu dieser Zeit gewann der digitale Vertrieb an Popularität. Beiden sahen dies als Gelegenheit, Spiele ohne das hohe finanzielle Risiko des Einzelhandelverkaufs zu entwickeln. Thatgamecompany wurde am 15. Mai 2006 gegründet, am selben Tag als Chen und Santiago ihre Master-Grade bekamen. Kurz darauf unterschrieben sie einen Vertrag mit Sony Computer Entertainment, die von Chens Flashspiel flOw beeindruckt waren – ein Teil seiner Masterarbeit am USC. Thatgamecompany sollte drei Spiele für das bald erscheinende PlayStation Network entwickeln und erhielt dafür Gründungsförderung und Büroräume in Sonys Gebäude in Los Angeles.
Ursprünglich bestand Thatgamecompany aus Chen, Santiago, John Edwards und Nick Clarke. Clarke hatte bereits mit Chen an flOw gearbeitet. Santiago war die Vorsitzende der Firma und die Produzentin der Spiele, während Chen als Lead Designer, Edwards als Lead Engineer und Clarke als weiterer Designer fungierte. Obwohl sie darüber nachdachten, Cloud als ersten Titel für Sony zu adaptieren, entschieden sie sich letztendlich für flOw, da es vom Design her ausgearbeiteter war. Sie spürten, dass es einfacher als Cloud zu entwickeln sei, während sie die Firma gründeten; kein Mitglied des Teams hatte Erfahrung mit dem Leiten einer Firma oder der Erschaffung eines kommerziellen Spiels. Während der Entwicklung arbeitete Chen kurzzeitig für Maxis an Spore. Einige Vertragsarbeiter assistierten Thatgamecompany mit der Arbeit an flOw, unter anderem Austin Wintory, der Komponist des Spiels.
Zu Beginn ging die Firma davon aus, dass die PlayStation-3-Version von flOw innerhalb von vier Monaten fertiggestellt wird, pünktlich zur Veröffentlichung des PlayStation Networks im November 2006. Als das Spiel dann letztendlich im Februar 2007 auf dem Markt erscheint, beinhaltete es nicht einmal mehr die „Hälfte des ursprünglichen Designs.“ Nach Aussagen von Santiago hatte der zuständige Sony-Produzent vermutet, dass sie die Entwicklungsdauer unterschätzten und war nicht überrascht von der Verschiebung. Das Spiel wurde positiv rezipiert; es war das meistverkaufte Spiel im PlayStation Network im Jahr 2007 und war nominiert für den Best Downloadable Game of the Year Preis bei den Academy of Interactive Arts & Sciences Interactive Achievement Awards 2008, sowie für den Best Innovation Preis im Jahr bei den British Academy Video Games Awards (BAFTA). Nach der Veröffentlichung wurde eine Erweiterung und eine PlayStation-Portable-Version des Spiels durch die SuperVillain Studios entwickelt. Thatgamecompany war nicht involviert in der Entstehung beider Projekte, bis auf die Sicherstellung desselben Designs und Art Direction des Originals, da sie mit der Entwicklung ihres nächsten Titels, Flower, beschäftigt waren.
Flower war nach Santiago Thatgamecompanys „erstes Spiel außerhalb des Sicherheitsnetz der akademischen Welt.“ Sechs bis neun Mitarbeiter waren an unterschiedlichen Stufen der Entwicklung beschäftigt und Chen blieb während des gesamten Projektes bei dem Studio. Die Musik des Spiels wurde von Vincent Diamante komponiert, der mit Chen und Santiago bereits an Cloud arbeitete. Die Entwicklungszeit betrug zwei Jahre, doch davon befand sich das Team zu Dreiviertel in der Prototyping-Phase. Nachdem sie sich auf die Elemente des Spiels geeinigt hatten, wurde Flower innerhalb von nur sechs Monaten entwickelt. Genau wie flOw erhielt das Spiel positive Kritiken, als es im Februar 2009 erschien. Es war eines der zehn meistverkauften Spiele im PlayStation Network des Jahres und erhielt einige Auszeichnungen. Nach der Veröffentlichung von Flower zog Thatgamecompany in ein eigenes Gebäude in Los Angeles.
Das zuletzt abgeschlossene Projekt des Unternehmens ist Journey, welches am 13. März 2012 erschien. Es ist das letzte Spiel von Thatgamecompanys Drei-Spiele-Vertrag mit Sony und wurde von zwölf Mitarbeitern entwickelt. Zu dem Team gehörte nicht Santiago, die von Robin Hunicke als Produzent abgelöst wurde, damit sie sich mehr auf die Rolle der Geschäftsführerin konzentrieren konnte.
Ende März 2012, kurz nach der Veröffentlichung von Journey, gab Santiago ihren Rückzug aus der Firma bekannt, um sich neuen Herausforderungen zu stellen. Thatgamecompany arbeitet währenddessen an einem neuen Spiel. Es trägt den Titel Sky und soll im Jahr 2018 zuerst für Apples iOS erscheinen.

## Firmenphilosophie
Wenn Thatgamecompany ein Spiel designt, beginne sie zu entscheiden welche Emotionen und Gefühle im Spieler hervorgerufen werden sollen. Dies unterscheidet sie von anderen Entwicklern, die ihren Fokus auf Spielregeln oder Genremerkmale legen. Nach Aussagen von Santiago erschafft die Firma emotionale Antworten um die Breite an möglichen Erfahrungen in Videospielen zu zeigen, welche mehr als nur Spannung und Angst sind. Chen gab an, dass die Spiele der Firma eher Emotionen hervorrufen soll als eine Botschaft zu übermitteln; er änderte insbesondere das Design von Flower, als frühe Tester meinten, dass das Spiel für Erneuerbare Energien wirbt. Chen glaubt, dass er „zu jung“ ist um ein Spiel mit einer starken Botschaft zu machen. Santiago sagte, dass Thatgamecompanys Ziel ist, „Spiele zu erschaffen, die die Grenzen von Videospielen als ein kommunikatives Medium dehnen, und Spiele zu erschaffen die eine große Bandbreite an Menschen anspricht.“ Sie hofft, die Videospielindustrie mit diesem Prozess zu verändern, damit andere Unternehmen Videospiele eher als ein „kreatives Medium“, als ein Massenprodukt sehen. Laut Chen verfolge das Unternehmen daher auch nicht das Ziel „Blockbuster-Spiele mit einem großen Budget“ zu entwickeln, da er davon ausgeht, dass der finanzielle Druck und eine Vergrößerung des Teams die Innovation ersticken würde.

## Spiele

### flOw
In flOw navigiert der Spieler in einer Reihe von zweidimensionalen Ebenen einen aquatischen Mikroorganismus, der sich durch den Verzehr von anderen Mikroorganismen entwickelt. Das Spieldesign basiert auf Chens Forschung von dynamischen Schwierigkeitseinstellungen an der University of Southern California und auf Mihály Csíkszentmihályis theoretischen Konzept von mentaler Immersion oder Flow. Es wurde am 22. Februar 2007 für die PlayStation 3 veröffentlicht. Am 29. November 2012 gab das Museum of Modern Art den Erwerb von 14 Computerspielen, darunter flOw, für eine neue Design-Dauerausstellung in den Philip Johnson Galleries ab März 2013 bekannt. In der Bekanntmachung wurden die Titel als herausragende Vertreter im Bereich des Interaktionsdesigns bezeichnet. Kriterien waren demnach neben der visuellen Qualität und der ästhetischen Erfahrung sämtliche Aspekte, die zur Gestaltung der Interaktion beitragen, etwa die Eleganz des Programmcodes oder das Design des Spielerverhaltens.

### Flower
Flower sollte der „geistige Nachfolger“ von flOw werden. Durch die Nutzung des bewegungsempfindlichen Controllers der PlayStation 3 kontrolliert der Spieler den Wind, der ein Blütenblatt durch die Luft trägt. Das Fliegen in der direkten Nähe von Blumen führt dazu, dass sich weitere Blütenblätter dem des Spielers anschließen. Die Annäherung an Blumen kann zudem weitere Nebeneffekte auf die Umwelt haben, wie das Färben eines vorher toten Feldes oder die Aktivierung von Windrädern. Das Spiel enthält keinen Text oder Dialog und formt den Erzählbogen nur durch visuelle Darstellung und emotionale Hinweise. Das Spiel erschien ebenfalls nur für die PlayStation 3 am 12. Februar 2009.

### Journey
Journey ist ein weiteres Videospiel der Firma. Der Spieler übernimmt die Kontrolle über eine bekleidete Gestalt, die in einer Wüste aufwacht, mit einem großen Berg in der Ferne als Ziel. Während der Reise kann der Spieler andere Spieler über das Internet treffen, allerdings pro Levelbereich nur einen auf einmal. Die Spieler können nicht direkt miteinander kommunizieren, nur über ein Ping-Geräusch auf sich aufmerksam machen und sehen den Namen ihres Spielpartners nicht, können sich aber gegenseitig auf Wunsch helfen. Das Spiel erschien am 13. März 2012 für die PlayStation 3 und war bis dahin das schnellstverkaufte Spiel im amerikanischen PlayStation Network.

### Sky: Children of the Light
Sky: Children of the Light ist das neueste Spiel von Thatgamecompany, das am 18. Juli 2019 für iOS und am 7. April 2020 für Android veröffentlicht wurde und als geistiger Nachfolger aller bisherigen Spiele gedacht ist. In Sky erkundet der Spieler ein magisches Königreich und nutzt dabei einen Umhang, der ihm die Fähigkeit zu fliegen verleiht. Die Spieler spielen zusammen mit anderen Spielern, die über das Internet verbunden sind. Es gibt sieben einzigartige Reiche zu erforschen. Zusätzlich zu diesen Welten gibt es eine Heimat, die als Knotenpunkt zwischen den verschiedenen Welten dient. Im Laufe des Spiels trifft der Spieler auf „Geister“, die ihm im Gegenzug für Spielwährung kosmetische und spielbeeinflussende Gegenstände geben. Der Spieler kann auch „verlorene Sterne“ finden, die ihn höher fliegen lassen. Sky  wurde von Apple zum iPhone-Spiel des Jahres 2019 gewählt und erschien 2021 für die Nintendo Switch.